# Confronto finale
Confronto finale  (The Rage) è un film statunitense del 1997 diretto da Sidney J. Furie.

## Trama
L'agente speciale dell'FBI Nick Travis sta cercando di catturare un pericoloso serial killer, nel frattempo però il suo capo John Taggart con cui è ai ferri corti, gli affianca un partner nuovo e inesperto, Kelly McCord. Indagando, scoprirà che il serial killer è in realtà un intero esercito di mercenari furiosi con la CIA tornati dal Vietnam con a capo lo squlibrato Art Dacy.

## Produzione e distribuzione
Il film è uscito in Italia sia in VHS che in DVD nel 1997.